# Max Lang (Komponist)

Max Lang, 1961

Max Lang (* 11. Januar 1917 in Zürich, Schweiz; † 29. Mai 1987 in St. Gallen) war ein Schweizer Musiker, Komponist und Dirigent.

## Leben und Wirken
Max Lang absolvierte zunächst eine Mechanikerlehre. Dann studierte er am Konservatorium Basel und legte 1936 das Orchesterdiplom im Fach Trompete bei Paul Hübner ab. Danach war er bis 1945 Solotrompeter in der Basler Orchester-Gesellschaft und arbeitete als Korrepetitor. In dieser Zeit erwarb er 1939 das Lehrdiplom im Fach Klavier bei Charlotte Schrameck und 1946 das Kapellmeisterdiplom im Fach Dirigieren bei Hans Münch.
1941 entstanden seine ersten Kompositionen. 1945 besuchte er Meisterkurse für Komposition bei Arthur Honegger und wurde 1946 von Oskar Wälterlin als Hauskomponist und musikalischer Leiter an das Schauspielhaus Zürich berufen. Dort schrieb er über 30 Bühnenwerke. Dazu gehören Es steht geschrieben nach Friedrich Dürrenmatt, das 1947 unter der Regie von Kurt Horwitz uraufgeführt wurde, und Graf Öderland nach Max Frisch, das 1951 unter der Regie von Leonard Steckel uraufgeführt wurde.
Ab 1951 war er Kapellmeister und musikalischer Oberleiter am Theater St. Gallen, wo mehrere seiner Stücke uraufgeführt wurden. 1966/1967 war er mit Siegfried Meisner und Bernhard Enz Interimsdirektor. 1983 ging er in den Ruhestand.
Max Lang war ein begeisterter Segel- und Motorflieger, er arbeitete auch einige Jahre als Fluglehrer vor allem auf dem Flugplatz St. Gallen-Altenrhein. Sein Ballet symphonique pour orchestre Icare ist dieser Leidenschaft gewidmet.
Er war verheiratet mit Monique Lang-Eichelberg und hatte zwei Söhne und eine Tochter. Nach seinem Tod verwaltete seine Witwe die Rechte an den musikalischen Werken.

## Werke
Opern:
- Der Alchimist mit einem Libretto von Alfred Bruggmann nach Ben Jonson (1959, Premiere am 15. April 1983 in St. Gallen)
- Die grosse Wut des Philipp Hotz nach dem Drama von Max Frisch (1961)

Radio-Opern:
- Der Rubin (1945)
- Das Zauberfass (1945)

Ballett und Tanzkompositionen:
- Kirke (1943, mythologischen Tanzszenen nach Max Terpis)
- Pièce choréographique (1943)
- Frau Mab, wer ist sie? (1945)
- Totentanz (1947, Tanzpantomime für Trudi Schoop)
- Visions en masques (1947)
- Pierrot lunatique (1948, Pantomime für Helen Vita)
- Phoebidas und die Nymphe (1952)
- Die Füchsin (ursprünglich La Cage d’or; 1953)
- Icare (1955)
- Dorian Gray – Today nach Das Bildnis des Dorian Gray von Oscar Wilde (1966)

Max Lang schuf Instrumental- und Vokalwerke, bearbeitete bekannte Stoffe wie Die Dreigroschenoper für Flöte, Posaune und Akkordeon und Der eingebildete Kranke für Instrumentalensemble. Er bearbeitet auch Werke anderer Komponisten wie Frédéric Chopin, Claude Debussy, Gaetano Donizetti, Duke Ellington, Edvard Grieg, Franz Liszt, Wolfgang Amadeus Mozart, Modest Petrowitsch Mussorgski, Giacomo Puccini, Sergei Wassiljewitsch Rachmaninow, Nikolai Andrejewitsch Rimski-Korsakow, Igor Strawinsky und Giuseppe Verdi. Ein besonderes Interesse galt dem kompositorischen Schaffen von Friedrich Nietzsche.
Er komponierte auch Film- und Hörspielmusiken und Titel für Schauspieler und Kabarettisten wie Lukas Ammann, Blanche Aubry und Zarli Carigiet, Arnold Kübler und Ines Torelli.